# زیا پوئبلو (نیومکزیکو)
زیا پوئبلو (به انگلیسی: Zia Pueblo) یک منطقهٔ مسکونی در ایالات متحده آمریکا است که در شهرستان سندووال، نیومکزیکو واقع شده‌است. زیا پوئبلو ۷۰٫۸ کیلومتر مربع مساحت و ۶۴۶ نفر جمعیت دارد و ۱٬۶۶۸ متر بالاتر از سطح دریا واقع شده‌است.